# Thurmansbang
Thurmansbang je obec v německé spolkové zemi Bavorsko, v zemském okrese Freyung-Grafenau ve vládním obvodu Dolní Bavorsko. Žije zde přibližně 2 600 obyvatel.

## Místní části
| - Altfaltern - Anschlag - Ebenreuth - Edlau - Eggenreuth - Eizersdorf - Erlau - Gingharting - Gschwendt - Haidreuth - Haundorf - Köhlberg - Kneisting - Kritzenberg - Lindau - Lindberg | - Loderhof - Loh - Mühlberg - Oisching - Rabenstein - Rettenbach - Roitham - Schadham - Scharten - Schlinding - Solla - Stieglreuth - Stockwiesreuth - Thannberg - Traxenberg - Wiesen |

## Okolní obce
| - Innernzell (S) - Schönberg (S) - Saldenburg (V) - Tittling (JV) - Fürstenstein (J) - Eging am See (J) - Zenting (Z) |